# أناستاسيا غولياكوفا
أناستاسيا دميترييفنا غولياكوفا (بالروسية: Anastasia Dmitrievna Gulyakova؛ من مواليد 29 أغسطس 2002) هي لاعبة تزلج فني روسية حائزة على الميدالية البرونزية في كأس روستيليكوم 2020، وبطلة كأس وارسو لعام 2018، وبطلة بطل كأس تالينك هوتيل لعام 2019، وبطلة سكيت فيكتوريا لعام 2018. في وقت سابق من حياتها المهنية، فازت بالميدالية الفضية في بطولة جائزة أستراليا الكبرى للناشئين 2017.
تنافست في سلسلة كأس روسيا، واحتلت المركز الخامس في المرحلة الثالثة في سوتشي. كان أول ظهور لها في سباق الجائزة الكبرى في كأس روستيليكوم 2020، حيث اختارت لاتحاد الدولي للتزلج إدارة سباق الجائزة الكبرى على الموقع الجغرافي محدودة إلى حد كبير بسبب جائحة كوفيد-19. احتلت المركز الرابع في برنامج التزلج القصير. احتلت المركز الثالث في التزلج الحر، وارتفع نتائجها إلى مركز الميدالية البرونزية بعد أداء ضعيف بشكل غير متوقع من ألكسندرا تروسوفا، التي تراجعت إلى المركز الرابع. في 3 ديسمبر، أُعلن اضطرارها إلى الانسحاب من المرحلة الخامسة من سلسلة كأس روسيا بعد إصابة زميلتها في التدريب إليزافيتا توكتاميشيفا بكوفيد-19.
```
تنافست لاحقًا في بطولة روسيا 2021، واحتلت المركز الثامن في البرنامج القصير بعد خروجها على لوتز الثلاثية. ثم احتلت المركز الرابع عشر في التزلج الحر، وتراجعت إلى المركز الثاني عشر بشكل عام.
[
5
]
```